# 伊藤弘憲
伊藤 弘憲（いとう こうけん、1892年8月30日 - 1966年）は、日本の政治家、僧侶。栃木県（旧）佐野市長を務めた。

## 経歴
1915年（大正4年）、豊山大学（現大正大学）を卒業。1930年（昭和5年）から安蘇郡植野村（現佐野市）の真言宗大聖院の住職を務める。大正大学の講師を務めていた時期もある。
1947年（昭和22年）4月の佐野市長選挙で当選。以後、市長を2期8年務めた。1948年（昭和23年）に市立西中学校の校舎を増築したのをはじめに在任中に数校の校舎を完成させた。1954年（昭和29年）には上水道水源工事に着手している。また、足利郡吾妻村と安蘇郡赤見町との合併を実現させている。1966年（昭和41年）、死去した。